# (99906) Uofalberta
(99906) Uofalberta (2002 QV53) – planetoida z pasa głównego asteroid okrążająca Słońce w ciągu 5,77 lat w średniej odległości 3,22 j.a. Odkryta 17 sierpnia 2002 roku.